# Jayne County
Jayne County, nata Wayne Rogers (Dallas, 13 giugno 1947), è una cantante, attrice, paroliere e produttrice discografica statunitense. Cantante del gruppo proto-punk Wayne County & the Electric Chairs, si è fatta notare per le sue performance sul palco scandalose e imprevedibili.

## Biografia

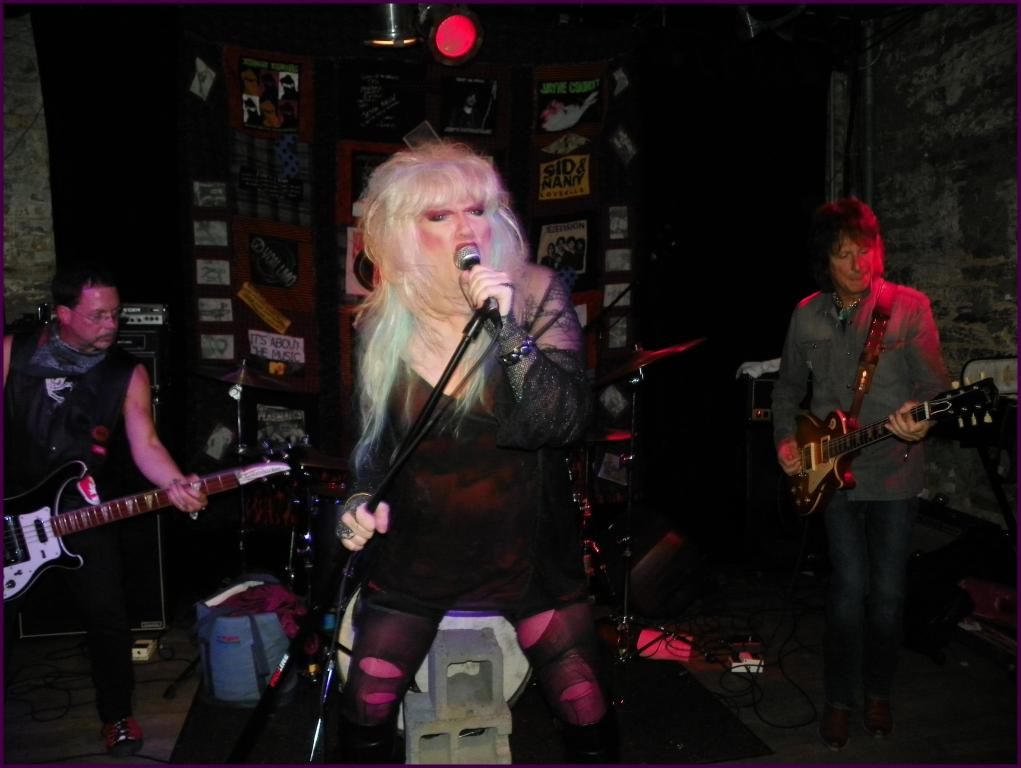
Jayne County & The Electric Chairs dal vivo nel 2012

County è nata come Wayne Rogers nel 1947 da genitori della classe operaia. Fin dalla tenera età era non conforme al genere e si truccava a scuola. County lasciò la sua città natale di Dallas, in Georgia, nel 1968 per trasferirsi a New York, dove divenne una frequentatrice abituale dello Stonewall Inn e prese parte alle rivolte. Nel 1969, la superstar e drammaturgo di Warhol Jackie Curtis chiese a County di apparire nella sua opera teatrale, "Femme Fatale". Lo spettacolo è stato un successo al Cafè La MaMa e ha come protagonista Patti Smith. Nella sua autobiografia, County dice di Curtis: "È stata la mia più grande influenza, la persona che mi ha davvero fatto iniziare".

## Filmografia
- Jubilee, regia di Derek Jarman (1978)
- Stadt der verlorenen Seelen, regia di Rosa von Praunheim (1983)

## Discografia parziale

### Album
- 1980 - Rock 'n' Roll Resurrection
- 1985 - Amerikan Cleopatra
- 1986 - Private Oyster
- 1989 - Betty Grable's Legs!
- 1993 - Goddess Of Wet Dreams
- 1995 - Deviation
- 2006 - At the Trucks! come Wayne County